# Piper PA-24
 (mai 2017).
Si vous disposez d'ouvrages ou d'articles de référence ou si vous connaissez des sites web de qualité traitant du thème abordé ici, merci de compléter l'article en donnant les références utiles à sa vérifiabilité et en les liant à la section « Notes et références ».
Le PA-24 Comanche monomoteur et le Twin Comanche (PA-30 ou PA-39 pour la version turbocompressée) sont deux des avions les plus mythiques de la marque Piper. Il y a eu cinq variantes successives du Comanche monomoteur et trois modèles pour le Twin.

## Les origines
Le Piper Comanche a vu le jour en 1956 dans les usines de Lock Haven (Pennsylvanie), en réponse à la sortie du Beechcraft Bonanza. Piper a ainsi entrepris de construire l’avion le plus performant possible pour l’époque, reprenant sans modestie les ailes longues et effilées du P-51 Mustang, ainsi que l’arrière du fuselage du Bell X1, premier chasseur à passer le mur du son, environ dix ans plus tôt.
Dans un même souci, les PA-24 ont bénéficié de plusieurs motorisations successives : le moteur de 180 ch installé dans le premier Comanche alors quadriplace (1 143 exemplaires) a d’abord cédé le pas à un 250 ch (2 537 exemplaires), avant un 260 ch (1 028 exemplaires) équipant les séries PA-24 260B et 260C, cette dernière étant même gratifiée d’un moteur turbocompressé. Enfin, l’anecdotique 400 ch à 8 cylindres (148 exemplaires seulement, en raison des primes d'assurance élevées et d'un problème de refroidissement des deux cylindres arrière) a clos la surenchère.
En fin de compte, c’est l’inondation des usines de Lock Haven, en 1972, qui a définitivement scellé le destin des Comanche. Les chaînes de production ayant été modernisées, le Piper PA-32 Saratoga a vu le jour, dans la lignée des Cherokee Six. Force est toutefois de constater que, malgré l’excellence du nouveau Saratoga, dont la carrière n’a guère été entachée que par l’accident de John John Kennedy, l’on n’est jamais parvenu à retrouver les performances du Comanche.

## Autres points forts
Le Comanche est, et reste, un des seuls avions monomoteurs de sa catégorie, avec certains Mooney, à atteindre 160 kt (env. 300 km/h) en vitesse de croisière.
La stabilité en vol et la fiabilité de l’avion ont, en outre, fait du Comanche un avion idéal pour l’IFR (Vol aux instruments).
Les réservoirs supplémentaires d’origine (90 US gallons, soit 341 litres) lui confèrent une autonomie de près de 7 heures et une honorable distance franchissable de plus de 2 000 km. Certains Comanche ont même bénéficié, d'usine, de six réservoirs (dont deux en bout d'ailes) et de 120 US gallons de carburant.
On notera d'ailleurs qu’en juin 1959 déjà, le record du monde du plus long vol à bord d’un monomoteur a été réalisé par Max Conrad à bord d’un Comanche 250. Après avoir remplacé les sièges de tous les passagers par des réservoirs d’essence, il est parvenu à relier Casablanca (Maroc) à Los Angeles, après un vol couvrant quelque 12 340 km. Au décollage, l’avion pesait 910 kg de plus que sa masse maximale certifiée.
Fort de ces qualités indiscutables, des fans fidèles se réunissent autour de leur Piper Comanche, au sein de clubs tels que l'International Comanche society (cf. lien ci-dessous), qui édite un magazine mensuel (Comanche Flyer) et organise des activités diverses (rallyes, formation de pilotes, ventes, etc.).

## Opérateurs militaires
- Espagne 1964-1995[1]

## Galerie d'images

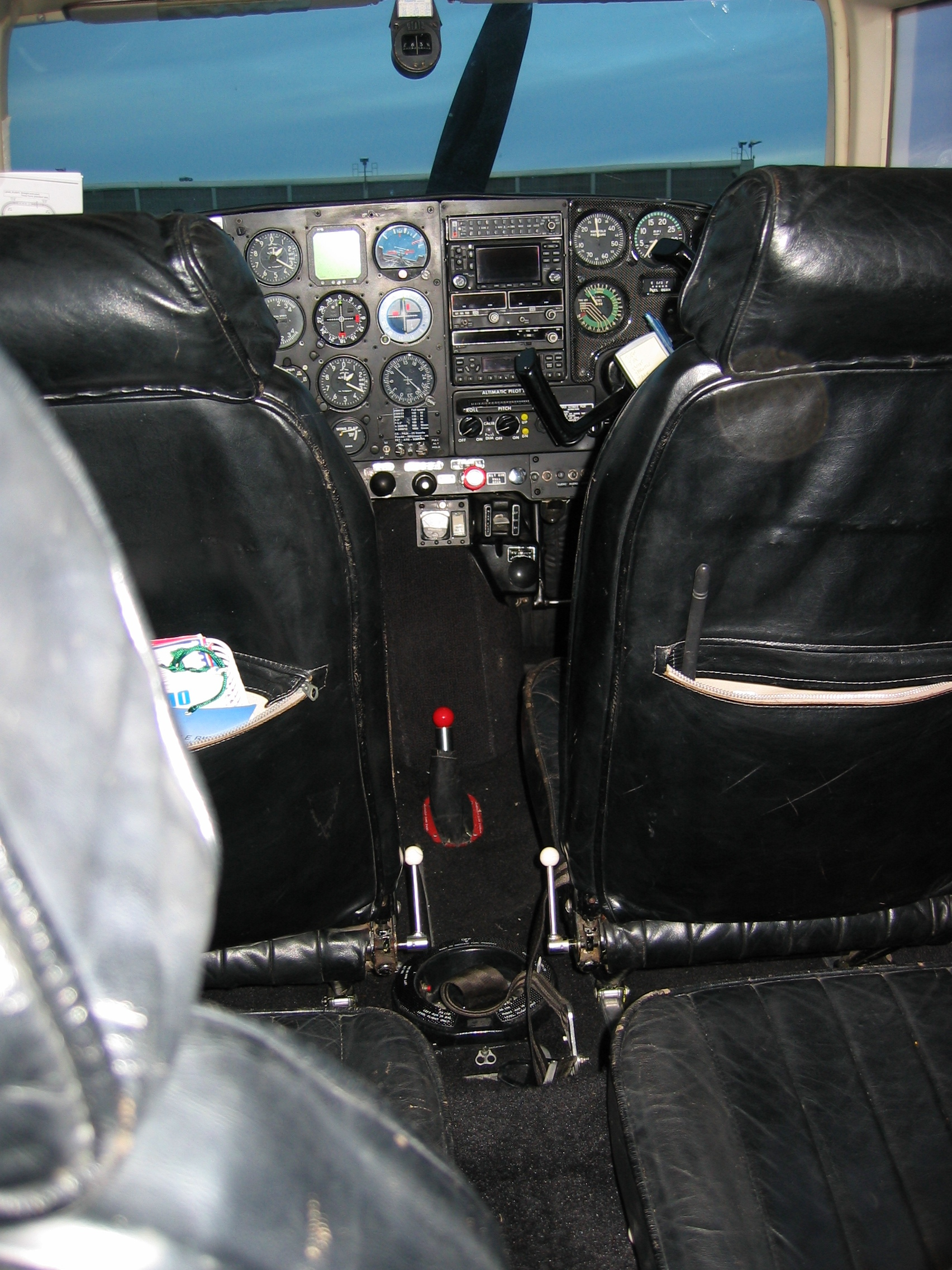
Sellerie en cuir de série.
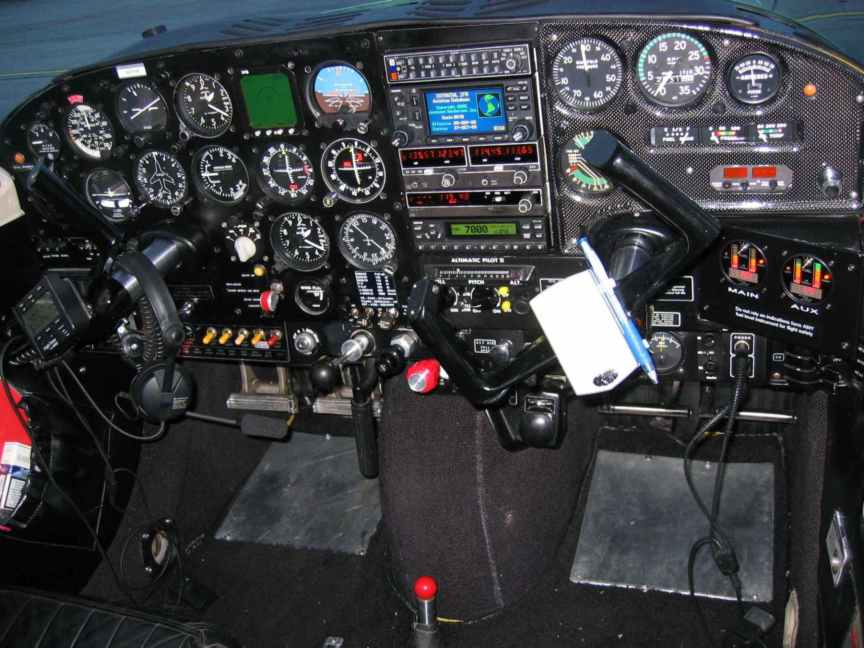
Instrumentation homologuée pour le vol aux instruments (IFR)